# Cueva de los Tayos
Cueva de los Tayos (hiszp. „Jaskinia Tłuszczaków”) – naturalna jaskinia leżąca na wschodnim stoku Andów w prowincji Morona Santiago w Ekwadorze.

## Opis
Znajduje się ona na wysokości 800 metrów, główne wejście do jaskini mieści się w gęstej dżungli u podnóża suchej doliny.
Największe z trzech wejść znajduje się na wysokości 65 metrów, a usytuowany tam głęboki szyb o długości 4,6 km prowadzi do przestronnych korytarzy m.in. do komory o wymiarach 90 metrów na 240 metrów.
Jaskinia od dawna wykorzystywana była przez rdzennych Indian Jiwaro, którzy każdej wiosny udają się do wnętrza jaskini. Do tego celu używają oni specjalnie zrobionych drabin z winorośli. Celem wyprawy jest chęć upolowania zamieszkującego jaskinie ptaka – tłuszczaka (Steatornis caripensis).
Najwcześniejsze źródła piśmienne informujące o jaskini pochodzą z roku 1860, wtedy to po raz pierwszy jaskinia została zbadana przez poszukiwaczy złota, w późniejszych latach (1960) jaskinia była obiektem zainteresowań personelu militarnego.

## Popularyzacja jaskini przez von Dänikena
W książce The Gold of the Gods (pol. złoto bogów) Erich von Däniken opisał relacje Juana Moricza, który twierdził, że zbadał Cueva de los Tayos w 1969 roku i odkrył tam stosy złota, starodawne artefakty oraz metalową bibliotekę. Wszystkie te dobra miały jakoby znajdować się w sieci wydrążonych sztucznych tuneli, które to zostały stworzone przez zaginioną cywilizację. Według Dänikena owa cywilizacja przy budowie korytarzy korzystała z pomocy inteligentnych istot pozaziemskich. 
Książka oraz zawarte w niej prywatne przekonania autora, poruszyły wyobraźnię czytelników do tego stopnia, iż w 1976 roku została zorganizowana pierwsza oficjalna ekspedycja.

## Ekspedycja z roku 1976
Próbę eksploracji oraz przebadania kompleksu jaskiń pod względem naukowym podjął się Szkot Stan Hall.
Była to jedna z największych i najdroższych eksploracji jaskiń w XX wieku. Wyprawa liczyła ponad 100 osób, w tym specjalistów z różnych dziedzin nauki, brytyjski i ekwadorski personel wojskowy, ekipę filmową oraz byłego astronautę Neila Armstronga.
Zespół posiadał również ośmiu doświadczonych brytyjskich grotołazów, którzy zbadali jaskinie oraz przeprowadzili szereg specjalistycznych badań. Efektem tych prac było stworzenie mapy ukazującej kompleks jaskiń Cueva de los Tayos.
Podczas wyprawy nie znaleziono dowodów na tezy wcześniej postawione przez von Dänikena. Jednakże jaskinia okazała się być cennym źródłem informacji z zakresu botaniki, zoologii oraz archeologii.
Główny poszukiwacz (Stan Hall) spotkał się z Moriczem, który szybko stwierdził, że Stan Hall przeszukał zły kompleks jaskiń, a ta prawdziwa pozostaje tajemnicą.